# السعوديون في الخارج
السعوديون في الخارج أو المغتربون السعوديون هم المواطنون السعوديون المقيمون في الخارج بصفة دائمة أو مؤقتة، أغلبهم موجودون في الخارج من أجل الدراسة وبعضهم من أجل العمل وبعضهم لأسباب سياسية إضافة إلى المتقاعدين الذين يقيمون خارج المملكة العربية السعودية لأسباب اقتصادية.

## أماكن وجودهم في الوطن العربي
يعتبر أكبر تجمع للمواطنين السعوديين خارج المملكة العربية السعودية في مصر حيث يقيم هناك بصفة دائمة ما بين 400 ألف إلى 600 ألف مواطن سعودي، عدد غير قليل منهم من المتقاعدين الذين اختاروا مصر لأسباب اقتصادية، ويقيم في بلدان الخليج العربي المجاورة للسعودية أكثر من 140 ألف مواطن سعودي، 133 ألفًا منهم في الكويت، وهم في العادة أسر وقبائل يحمل أفرادها الجنسية السعودية أو الكويتية أو كلتيهما وتستوطن الكويت والمناطق السعودية القريبة من الكويت قبل ترسيم الحدود مثل النعيرية وحفر الباطن، إضافة إلى ذوي الأصول النجدية. وبالتالي يشكل أكبر تجمع للسعوديين في الخليج العربي خارج السعودية في الكويت.

## خارج العالم العربي
أغلب السعوديين المقيمين خارج العالم العربي هم من مبتعثي برنامج خادم الحرمين الشريفين للابتعاث الخارجي وهو برنامج حكومي للابتعاث وبعضهم مُبتعث من شركات سعودية مثل ارامكو و سابك و هناك من يدرس من حسابه الخاص وبعضهم مقيم من أجل العمل و بعضهم لأسباب سياسية، وأكبر تجمع للسعوديين خارج العالم العربي هو في الولايات المتحدة الأمريكية حيث يقيم هناك بصفة دائمة أو مؤقتة أكثر من 50 ألف مواطن سعودي ، وقالت وزارة التعليم العالي (في جدول تفصيلي خصّت به «الحياة»، حول أعداد المبتعثين السعوديين في دول عدة، ويشمل المرحلة الثامنة من برنامج خادم الحرمين الشريفين للابتعاث الخارجي)، إن بريطانيا تأتي في المرتبة الثالثة من حيث عدد المبتعثين السعوديين، إذ يبلغ عددهم 14459 مبتعثاً، تليها كندا بـ13801 مبتعث، ثم أستراليا بـ8789 مبتعثاً، و نيوزلندا بـ2049 مبتعثاً و إيرلندا بـ1707مبتعثين، و الصين بـ1143مبتعثاً، وماليزيا بـ1105مبتعثين. وبحسب الجدول، فإن عدد المبتعثين إلى ألمانيا يبلغ 945 مبتعثاً، و923 في فرنسا، و744 في بولندا ، و609 في الهند، و499 في اليابان و326 في هولندا وقد ساهم في ذلك إعفاء الحكومة التركية للسعوديين من دفع ضرائب على العقارات  و تطور الاقتصاد التركي بصورة متسارعة في السنوات الأخيرة مما أدى لتوجه السعوديين إلى تملك العقارات في تركيا. حيث إن قيمة منزل في الشمال التركي على سبيل المثال وجهة السعوديين المفضلة أقل من قيمة شقة في أحياء الطبقة المتوسطة في العاصمة السعودية الرياض.